# Churro

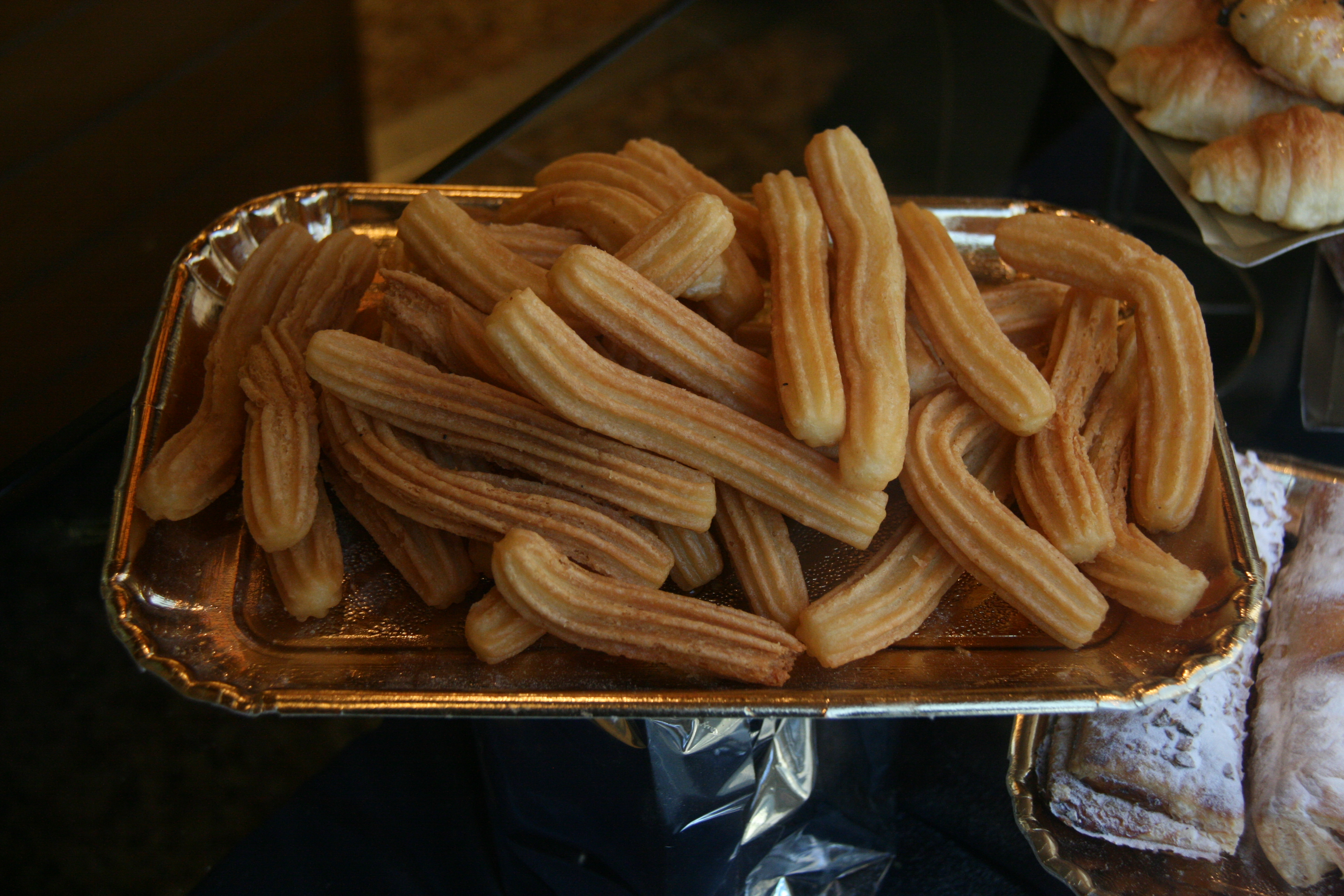
Churros rectos en una bandeja

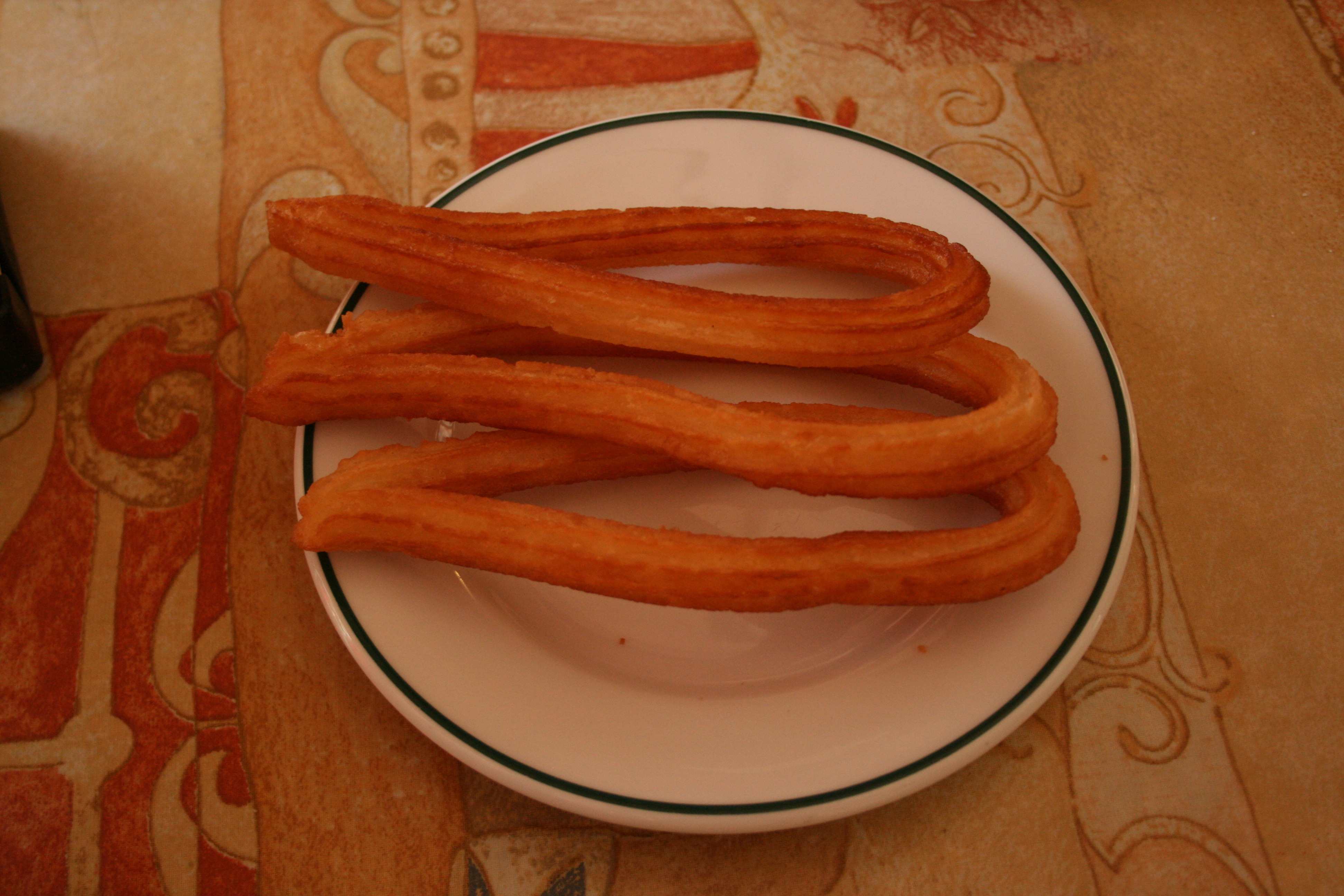
Churros en lazo

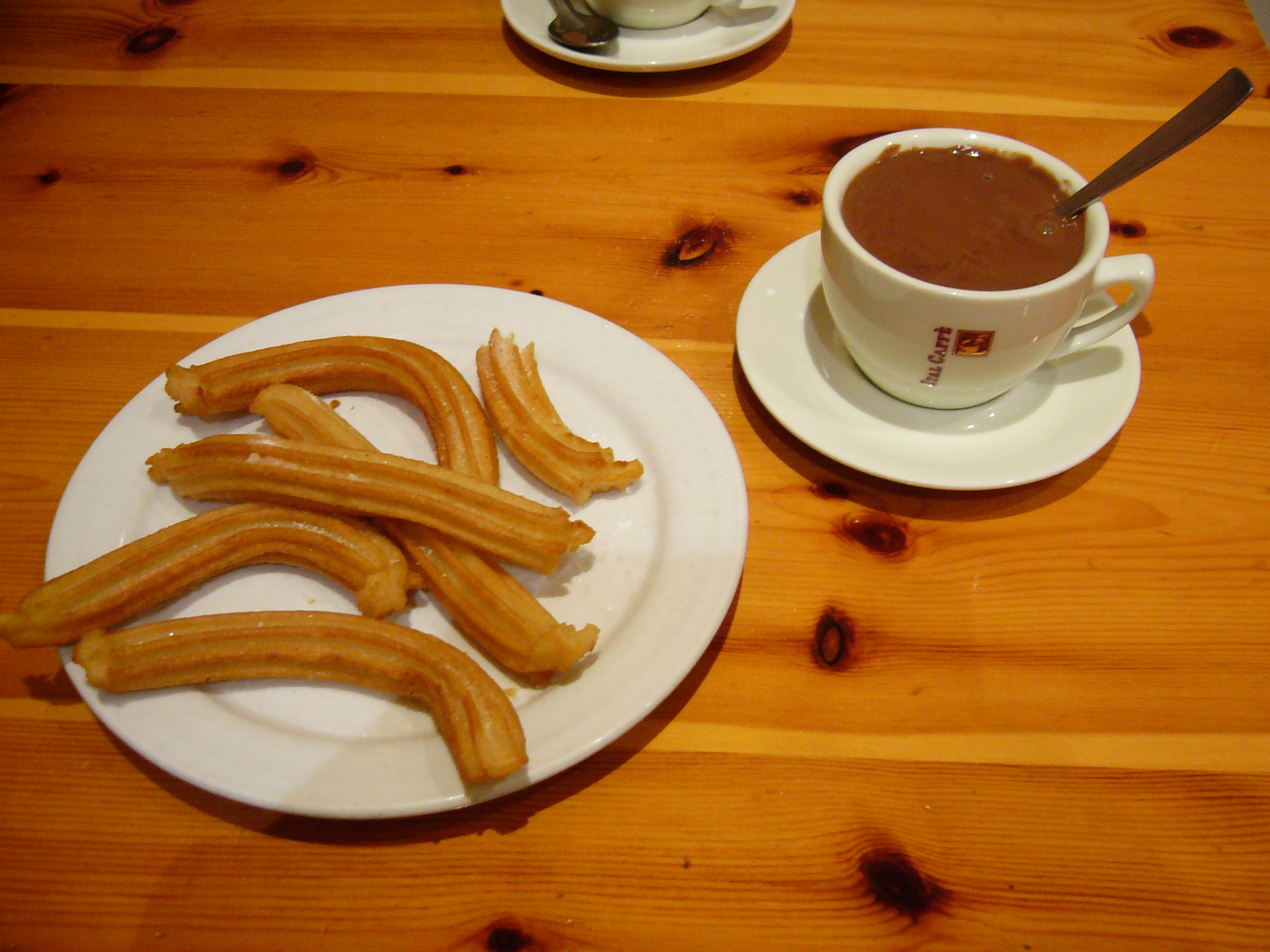
Chocolate con churros

El churro es una fruta de sartén hecha de agua, harina (de trigo generalmente, aunque puede ser de otro origen), aceite y sal. Pueden tener formas de bastón, en lazos o rulos (espirales). En sus variantes modernas, a veces pueden tener relleno o estar rebozados de azúcar, chocolate, crema pastelera o dulce de leche. Suelen consumirse en el desayuno, junto con una taza de chocolate caliente o café con leche.
Los churros son populares en España, Portugal, Iberoamérica, Francia, Filipinas, Bélgica, Suroeste de Estados Unidos y Japón. La fabricación y venta se realiza en locales especializados denominados churrerías, en ferias o en fábricas de churros.

## Origen
El origen de los churros es desconocido. Es muy probable que el proceso básico de preparación surgiera de modo independiente en puntos diversos del planeta. En el siglo xv ya existía en la península ibérica un dulce de masa escaldada conocido como «cohombro», más parecido a la tradicional porra que al churro.
Una teoría sostiene que los churros fueron inventados por pastores españoles para sustituir el pan fresco. La masa de los churros es fácil de producir y freír en un fuego abierto en las montañas, donde los pastores vivían la mayor parte del tiempo.
Otra teoríaafirma que proviene del youtiao chino —también conocido como youzhagui— traído a Europa por los portugueses  en el sur de China. Esta receta sufriría una modificación al llegar a la península ibérica relacionada con el diseño de la masa, ya que en lugar de "tirarla" en el aceite, se metía en ella a través una manga con forma de estrella.

## Características y preparación

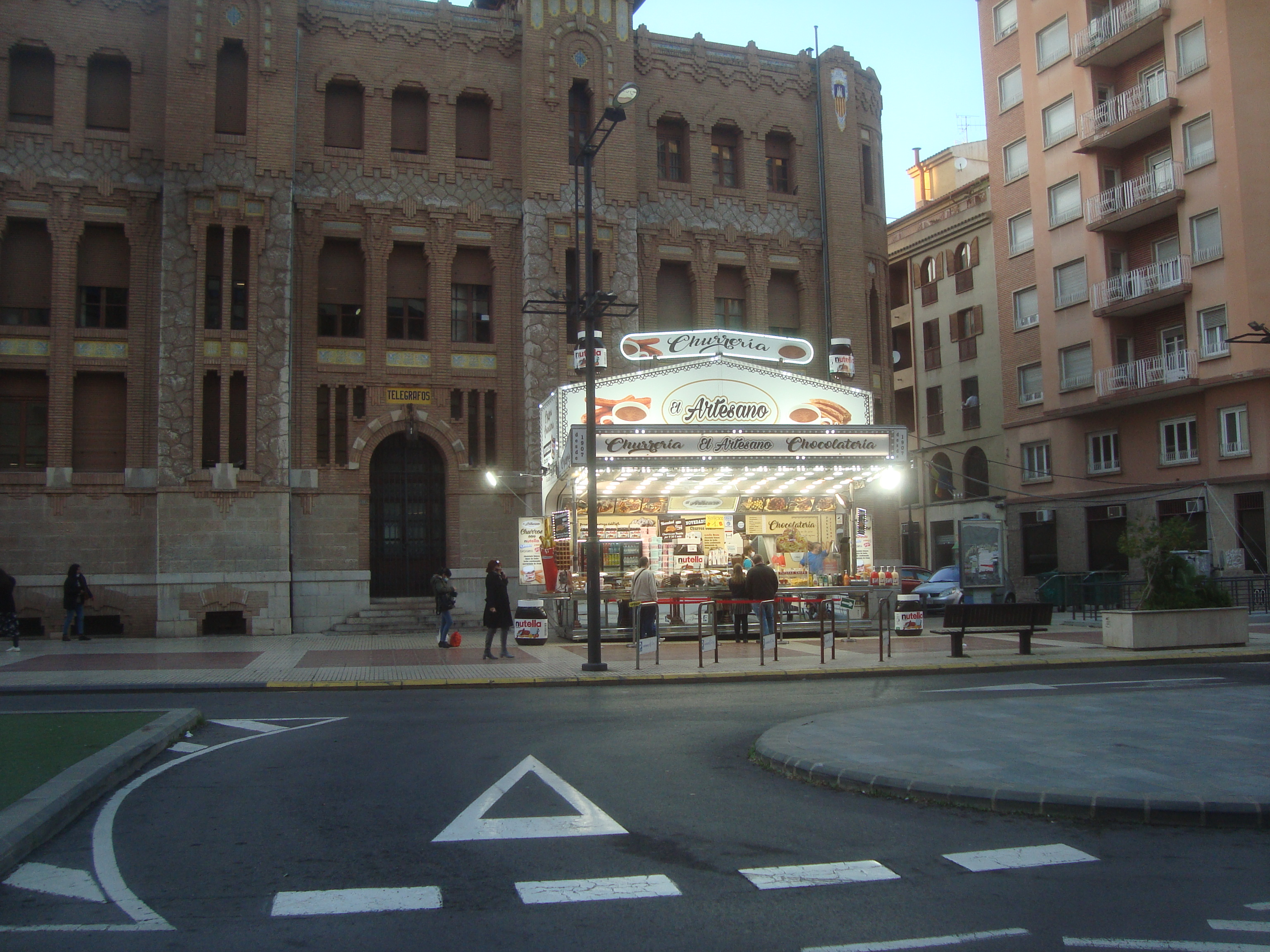
Churrería ambulante en España

Un churro consiste en una masa compuesta por harina, agua y sal. Una vez hecha la masa, esta se coloca en un aparato cilíndrico similar a una manga pastelera y se empuja con un pistón sobre una boquilla por donde sale mediante extrusión, y con sección trasversal en forma de estrella. Finalmente, se fríen en aceite y una vez hechos, a veces, se rebozan en azúcar.
La forma estrellada es necesaria porque, al freír el churro, el aceite sella la superficie exterior, mientras que la masa crece mucho con el calor. Si no tuviera esta forma, que aumenta la superficie sellada, estallaría al expandirse la masa. En la actualidad, aunque lo ideal es emplear aceite de oliva, a veces se suele mezclar con girasol para reducir gastos. El aceite de soja no se emplea debido a la gran cantidad de humo que produce, sin embargo, el aceite de girasol (sin mezclar) se utiliza con mayor frecuencia en las churrerías debido a su menor coste.

### Churros

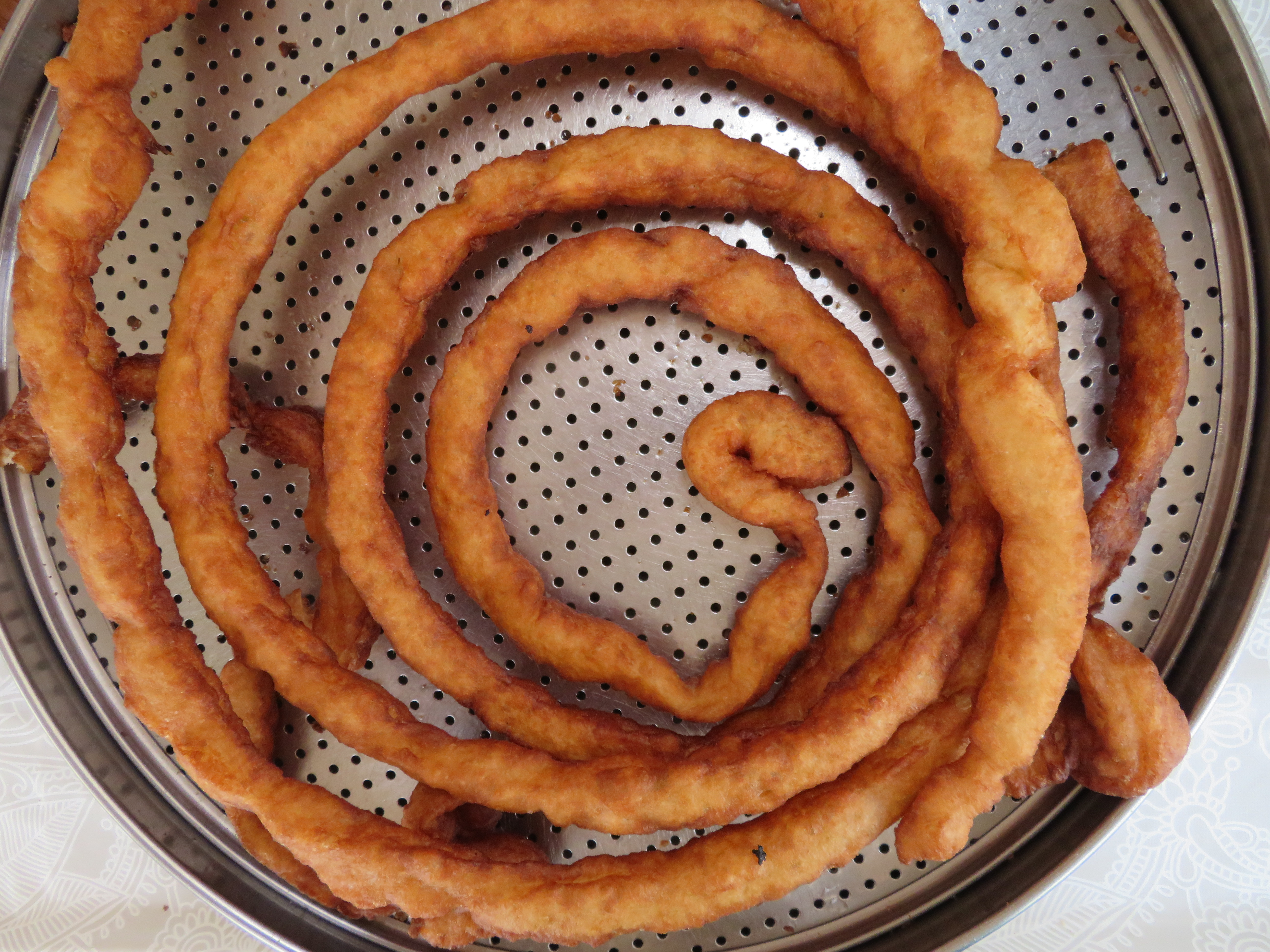
Porras en rueda

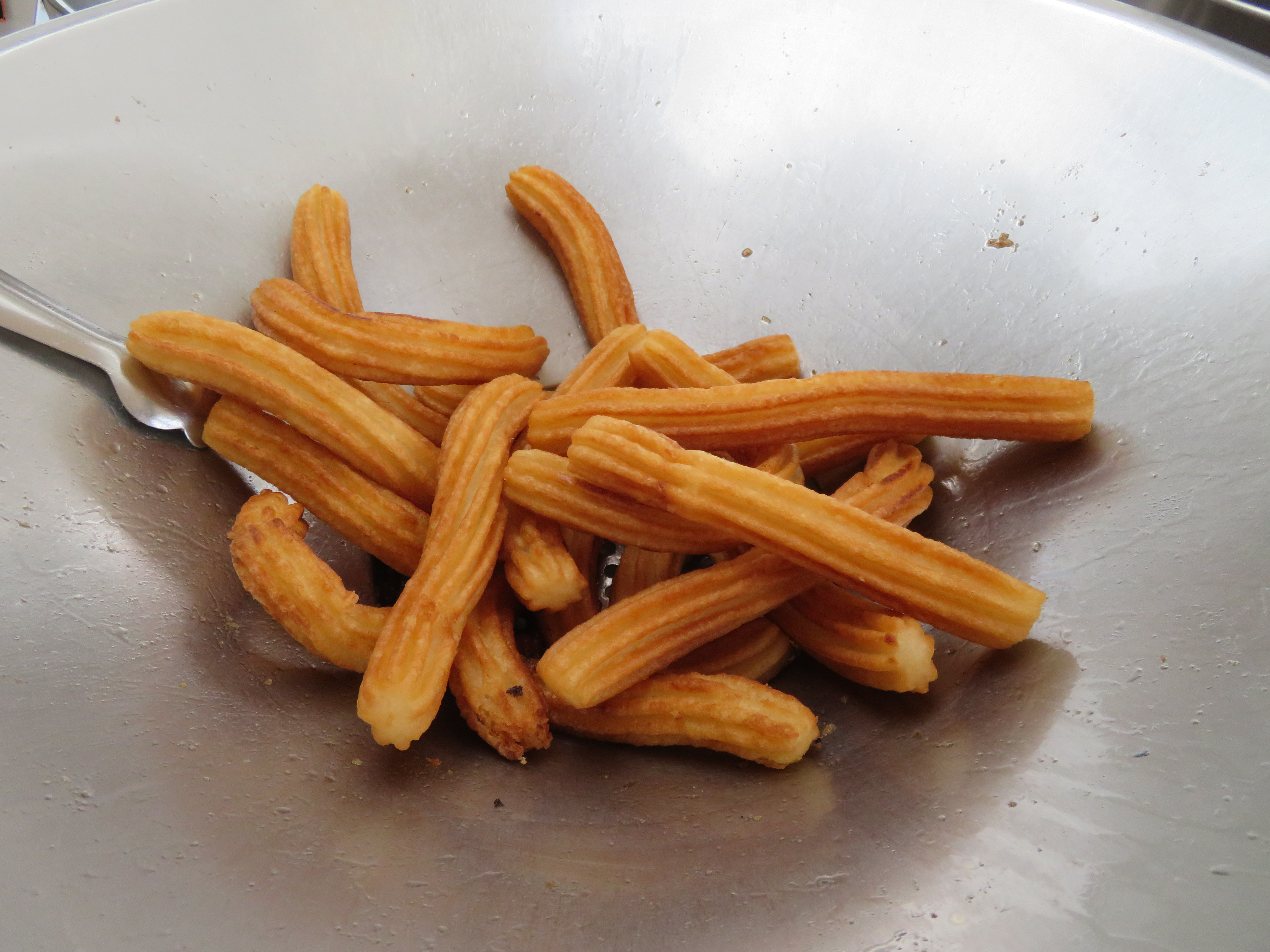
Churros clásicos, churrería

El primer paso en la elaboración de la masa consiste en el cernido con un cedazo de la harina. La masa se hace como la de los buñuelos, echando de golpe la harina en el agua (con la sal y a veces un poco de aceite y de azúcar) ya hirviendo y removiendo unos minutos hasta que tenga una apariencia de engrudo (a esta operación se le denomina golpe de agua). La proporción más habitual suele ser de un litro de agua por cada kilo de harina con una cucharada de sal. Dentro del barreño la masa se remueve mediante el palo de amasar y para ello se realizan movimientos circulares. Una vez lista, se retira del recipiente y se amasa, en caliente, hasta obtener una masa homogénea. Esta masa se debe emplear en el mismo día que se elabora.
La masa se introduce en la churrera (máquina de extrusionar que se denomina por la forma de la boquilla, de "estrella"), como se hacía antiguamente en la churrera de hombro. Los churros tienen que elaborarse con la masa tibia. Con el aceite ya caliente, a 180 °C, se suele verter los hilos ya cortados. Es en este instante cuando el churrero decide hacer los churros en línea o en forma de lazo. La fritura de la masa de una treintena de churros dura unos dos o tres minutos y se suele sacar con un pincho que ensarta los churros, cuando son de lazo y con una espumadera cuando los churros son rectos. En algunos países es costumbre rellenarlos o pasarlos por azúcar. Aunque en algunos lugares se sigue colgando los churros en juncos, en la actualidad se sirven en papel de estraza.

### Porras

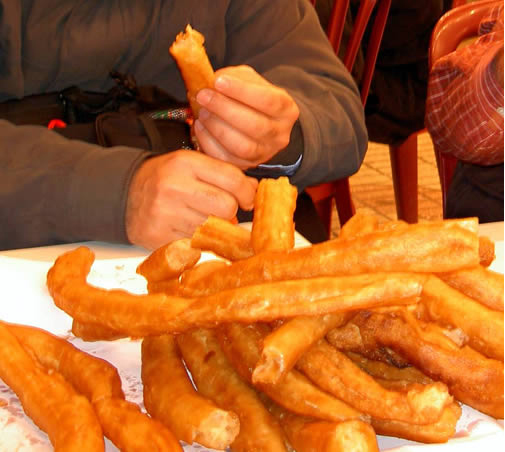
Tejeringos, variante andaluza de los churros, con cierto parecido a las porras

La masa de las porras (también llamados churros de rueda) posee tres diferencias con respecto a la de los churros, la primera diferencia es relativa a los ingredientes: lleva una pequeña "pizca" de bicarbonato sódico. La segunda es que esta masa además se deja reposar unos diez minutos. La tercera y última es la proporción relativa de harina con respecto a la de agua (es superior la cantidad de agua a la de la masa de los churros).
La churrera (el instrumento para extrusionar la masa) difiere de la empleada en los churros, se denomina combrera y se coloca en el centro de la sartén con aceite hirviendo. Para hacer porras a veces se necesitan dos operarios, mientras uno de ellos va tirando la masa de las porras el otro con dos palos (palos de rodar) va girando la masa hasta que esta adopte una forma espiral. Esta operación se realiza moviendo la masa que se fríe con la punta de los palos de rodar, obligándola a que gire esta sobre sí misma.
La espiral (que se denomina rosca) se voltea mediante los palos de rodar, se introduce uno de los palos por el centro y se va guiando con el otro, evitando que se salpique aceite. El volteo y la extracción de la rosca se realizan también con los palos de rodar que se ponen debajo en forma de aspa y se saca en "bloque". Con los mismos palos debajo de la rosca se deja escurrir durante un minuto. El cortado se suele hacer con un cuchillo o tijeras. Se inicia por la parte exterior de la rosca y se va avanzando hasta el centro. La fritura de las porras requiere un poco de tiempo más que la de los churros, debido al grosor de éstas.
En ciertas regiones de España, como Murcia, las provincias andaluzas de Almería, Granada o Jaén, Extremadura o Castilla-La Mancha, a las porras las denominan churros y a los "churros" se les conoce como churros finos, delgados o pequeños o como churros madrileños. A lo que se denomina porra es a la parte final de la espiral, que suele ser más gruesa y con forma de garra o maza (de ahí su nombre).

## Consumo
Los churros suelen tomarse recién fritos como desayuno o merienda, acompañando a bebidas calientes como el chocolate a la taza (a esta combinación se la conoce como chocolate con churros) o el café con leche.[cita requerida]
Su consumo es mayor en los meses invernales, descendiendo su demanda en los meses veraniegos. El establecimiento especializado en el que se realizan y consumen es la churrería, aunque habitualmente también se pueden tomar en cafeterías. También se pueden encontrar masas de churro congeladas a la venta en supermercados, listas para freír, así como churros precocinados y ultracongelados que únicamente necesitan ser calentados para estar listos para el consumo, pudiendo emplearse para ello una freidora de aire,  un horno o una tostadora.[cita requerida]

## Denominaciones y variantes

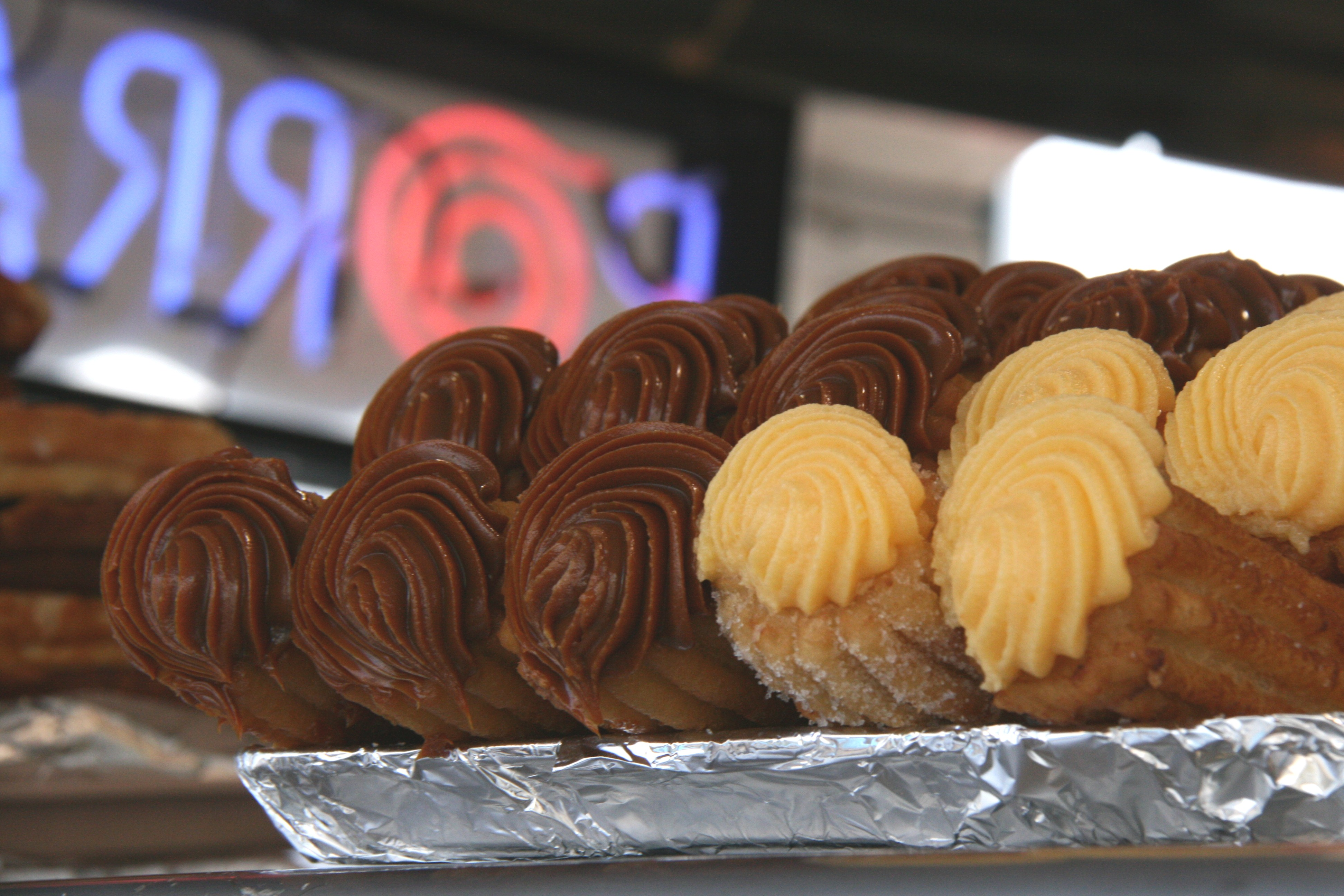
Churros rellenos de crema pastelera y chocolate

Los churros con forma de lazo, crujientes y estriados son conocidos como "churro madrileño", en otras regiones de España, además de Madrid, también se emplea la palabra porra para referirse a los churros más esponjosos, ya que no se conoce el origen exacto de estos aunque se sabe con certeza que fue en la península ibérica. Sin embargo, la comercialización de churros de lazo congelados ha hecho que el consumo de los churros sea común en cualquier provincia.
En algunas provincias del sur de España, especialmente en Granada, los churros también se denominan tejeringo, en alusión, según indica la Real Academia Española, al instrumento en forma de jeringa utilizado en su elaboración. En Sevilla su denominación general para ambos tipos ha sido desde antaño “calentitos”, denominándose “calentitos” largos o de rueda a los que se elaboran en espiral y son más esponjosos (los que se denominan porras en otros lugares) y “calentitos” de papas a los que son en forma de estrella (los que se denominan churros en otros lugares). Tienen su origen en la repostería española.
Con la llegada de los puestos ambulantes a las ferias, se creó otra variante de churros rellenos o cubiertos de chocolate. Normalmente, estos establecimientos venden porras más esponjosas y con forma de lazo para permitir insertarlas en varillas de junco o junqueras.
En Argentina también se encuentran churros rellenos con crema pastelera o dulce de leche. También los hay espolvoreados con azúcar y bañados en chocolate.
También es posible elaborar churros sin harina de trigo (empleando masas a base de fécula de maíz o yuca, harina de arroz, mandioca o batata hervidas y hechas en puré, etc.), que al no contener gluten son ideales para quienes no pueden consumirlo (celíacos, sensibles al gluten o alérgicos al trigo).

## Churros en las gastronomías

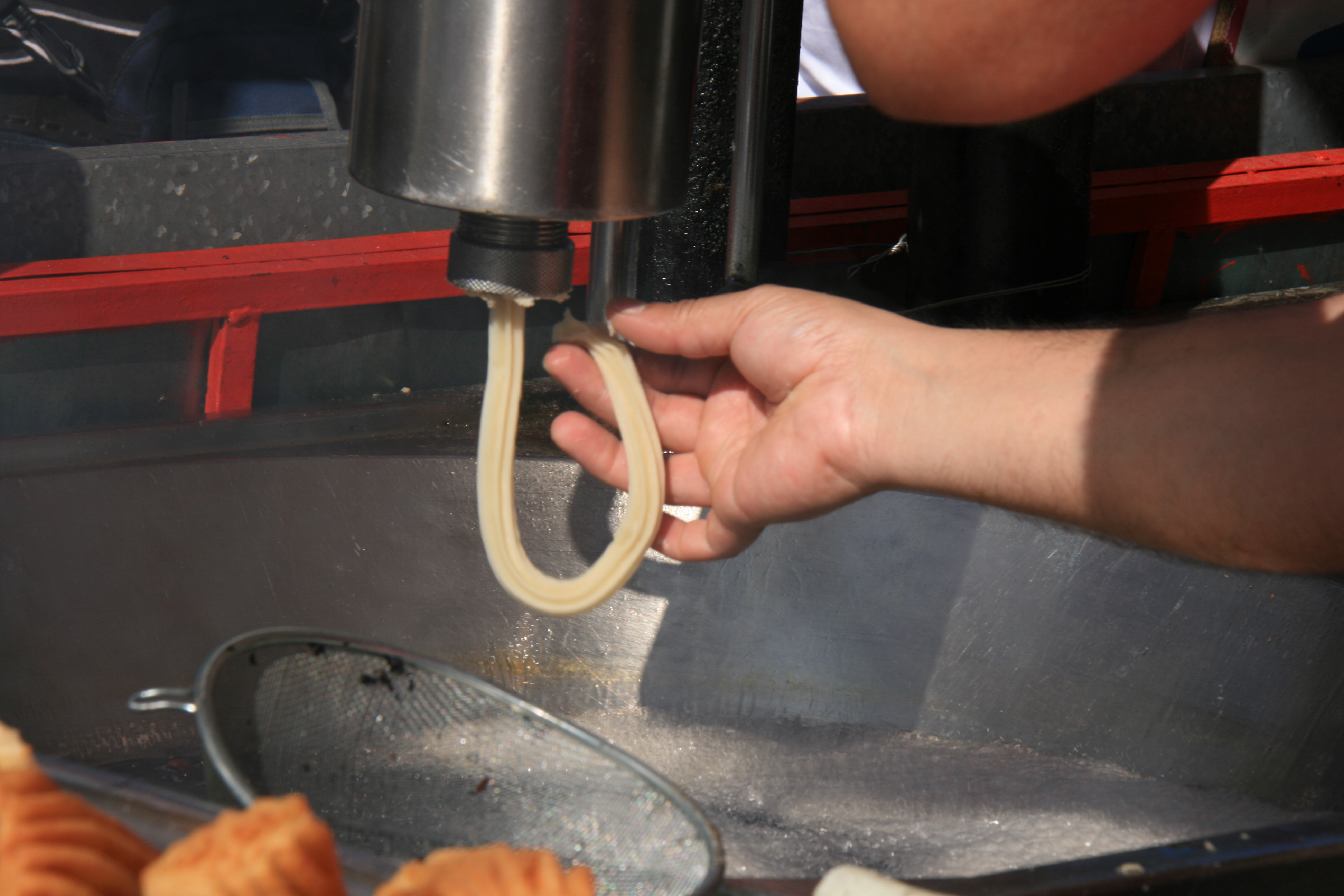
Operación de corte y retirado de la masa, en churros de lazo

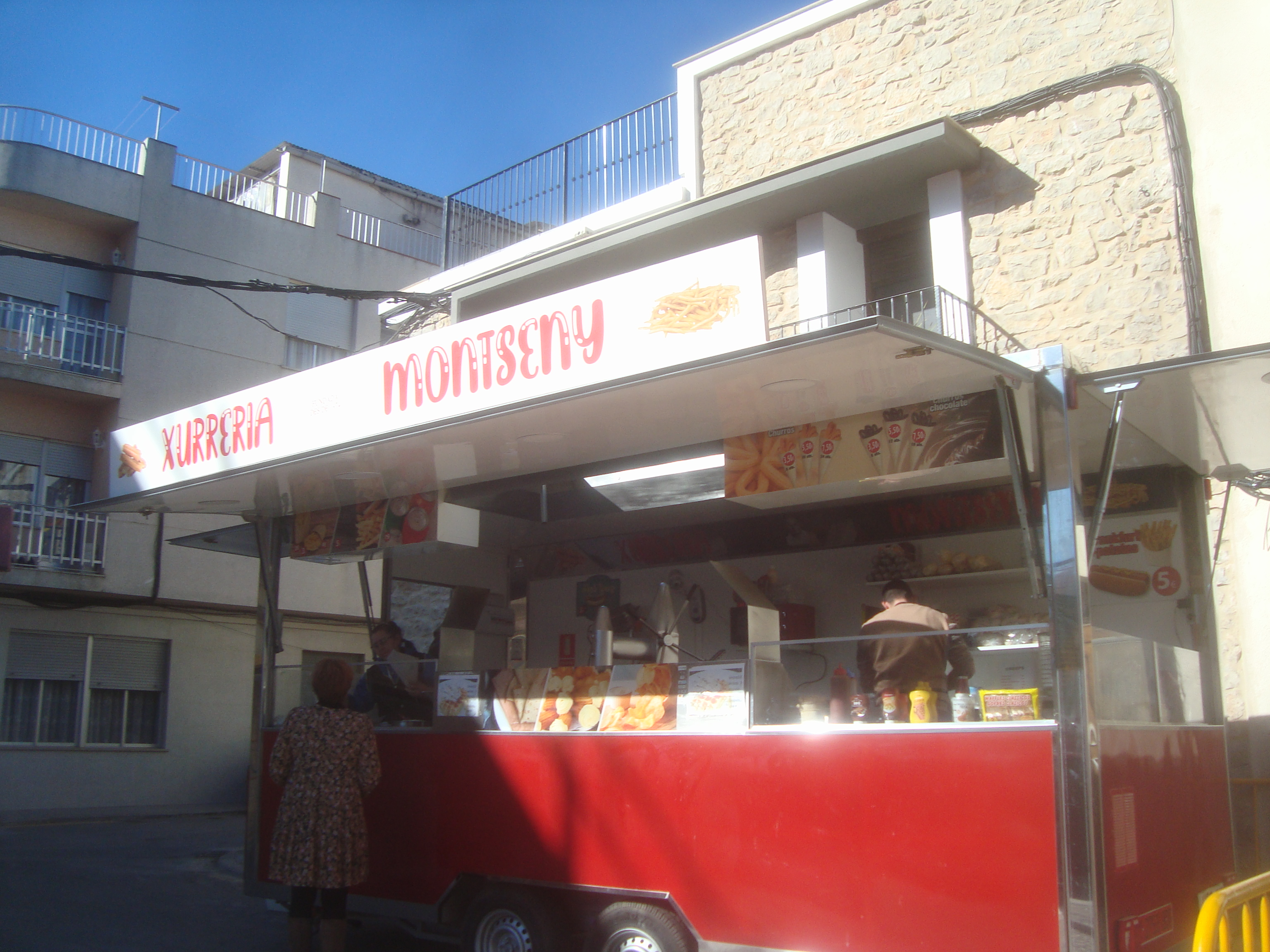
Puesto de Churrería.

- Puesto de Churrería.En España además de los churros se hacen las ruedas o porras, producto frito en forma de espiral más grueso que los churros. En Madrid son típicos los churros de lazo que antiguamente se vendían insertados en un junco para llevar a casa.[12] Es costumbre desayunar chocolate con churros, esto es, churros acompañados de una taza de chocolate caliente en la que se van mojando antes de comerlos. En Madrid se denominaban antiguamente churros verbeneros, por ser habituales en las verbenas.[14] También se pueden mojar en anís. Suelen servirse como desayuno o merienda. La costumbre de desayunar chocolate con churros es especialmente popular en Año Nuevo, en la madrugada del 1 de enero. En Sevilla y Huelva se los llama calentitos (también se los llamaba masa frita), en Jaén tallos y en Cádiz y Málaga tejeringos y jeringos en Córdoba. Sin embargo la palabra "churro" ha terminado desbancando las denominaciones locales en su mayoría. Concretamente en Sevilla, hay tantas variedades como nombres.
- En Argentina, son comunes rellenos de dulce de leche, bañados en chocolate o ambos. Se venden en la calle en puestos, o en locales. Se degustan distintas variedades como dulces, salados y rellenos.
- En Brasil, los churros son popularmente vendidos por las calles y se les espolvorea azúcar y canela. Son más gruesos y tienen relleno generalmente de dulce de leche, pero también son populares los de chocolate, goiabada, leche condensada, coco y otros más. El relleno es introducido en el interior del churro con la ayuda de un tubo.
- En Chile generalmente se compran en puestos en la calle (en lugares concurridos como cerca de circos o cerca de la playa) y se espolvorean con «azúcar flor» (azúcar impalpable). También los hay rellenos con «manjar» (dulce de leche). Pero los más populares son los primeros, que se consumen calientes, recién hechos y al paso. También tienen los churros con chocolate, pero se conocen como «churros españoles».[15]
- En Colombia, comúnmente son solos, y cubiertos con azúcar. Se consumen calientes y recién hechos, en forma de círculo. También se pueden encontrar en forma gruesa, lineal, el tamaño varía y pueden estar rellenos o no, por lo general se rellenan con arequipe o bocadillo.
- En Costa Rica, suelen venderse principalmente en ferias y festejos populares o "turnos" y, como en la mayor parte de Hispanoamérica, son rellenos con dulce de leche y espolvoreados con azúcar, también se consiguen churros salados, rellenos y bañados en chocolate, caramelo, crema pastelera y multitud de sabores. Son un bocadillo típico en la ciudad de San José, donde se encuentran infinidad de churrerías y locales que comercializan churros de diversos sabores.
- En El Salvador, son muy populares en las ferias y en las fiestas patronales. A diferencia de las demás variantes de churros, la versión salvadoreña es más gruesa y esponjosa, muy parecida a las porras y se acompaña con azúcar espolvoreada.
- En los Estados Unidos se encuentran en circos, parques de diversiones y otros festivales. Generalmente, se venden los de estilo mexicano. En el supermercado, se pueden encontrar cajas con todo lo necesario para prepararlos en casa.
- En Francia, se venden también bajo el nombre de churros o "chichis".
- En Guam, se sirven espolvoreados con coco rallado.
- En Italia, son comúnmente servidos solos espolvoreados con azúcar.
- En México, son tradicionales, y se preparan churros convencionales espolvoreados con azúcar y canela o bien rellenos con chocolate, mermelada, leche condensada, crema pastelera o cajeta. Se venden en churrerías, panaderías o en las esquinas de las calles repartidos por vendedores ambulantes en canastos de mimbre. Se sirven normalmente con chocolate. En la Ciudad de México, hay establecimientos famosos y tradicionales, como "El Convento" cerca del Museo de El Carmen y la Churrería El Moro en el Eje Central Lázaro Cárdenas y República de Uruguay en el centro histórico de la Ciudad de México. En Guadalajara, Jalisco, (Churros la Bombilla) también hay establecimientos que se remontan a muchos años de tradición. Ahí se pueden encontrar también churros rellenos con chocolate y churros rellenos de cajeta.
- En Panamá, son muy comunes sobre todo en el interior del país y normalmente vienen muy espolvoreados en azúcar y con un relleno de "manjar blanco" (dulce de leche), leche condensada o chocolate.
- En Paraguay, es muy popular y se consume de forma habitual, tanto en las ciudades como en el interior del país. Se vende en las confiterías, supermercados, panaderías. En la capital hay incluso puestos callejeros que lo ofrecen y lo preparan al instante con sus máquinas churreras. Están espolvoreados con azúcar y los rellenos más comunes son con el tradicional dulce de Guayaba (de gran consumo en el país), con Dulce de leche. De manera más bien estacional (en invierno) hay con chocolate o crema pastelera, pero con estos rellenos se presenta más habitualmente en las confiterías o panaderías.
- En el Perú, se venden churros calientes rellenos con manjar blanco (dulce de leche), espolvoreados externamente de azúcar. El relleno también puede ser chocolate u otros sabores. También se consumen sin relleno y estos son de menor tamaño y grosor, y suelen consumirse con chocolate caliente.
- En Puerto Rico, es habitual toparse con un carrito rojo en las plazas donde concurre mucha gente por las tardes, sobre todo en el Viejo San Juan. Su elaboración suele ser a la usanza española.
- En la República Dominicana, los churros se compran en pequeños puestos de la calle o panaderías, y se venden espolvoreados de azúcar o rellenos de algún dulce como mermelada de fresa, chocolate, dulce de limón, dulce de leche, bavária o nutella.
- En Uruguay, son habituales los churros rellenos de dulce de leche, queso e incluso de crema pastelera y espolvoreados con azúcar. En ciertas zonas se les expende en puestos callejeros donde son preparados a la vista del público. Por otra parte, durante los meses fríos es bastante común que los churros acompañen a una infusión de chocolate con leche (Ver: chocolate con churros).
- En Venezuela, es muy común encontrar tiendas de comida rápida especiales de churros. Se suelen acompañar muy comúnmente con arequipe, así como con canela y azúcar, o con chocolate. También se encuentran en algunos lugares los churros rellenos, que son gruesos y rellenos con cremas. Igualmente existen puestos callejeros de preparación de churros, mas en este caso sólo se espolvorean con azúcar granulada y se expenden en bolsas de papel.